# Lindhofscheune

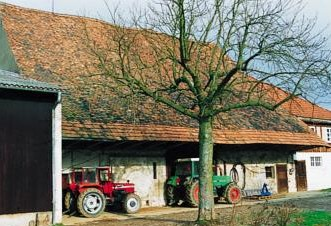
Lindhofscheune

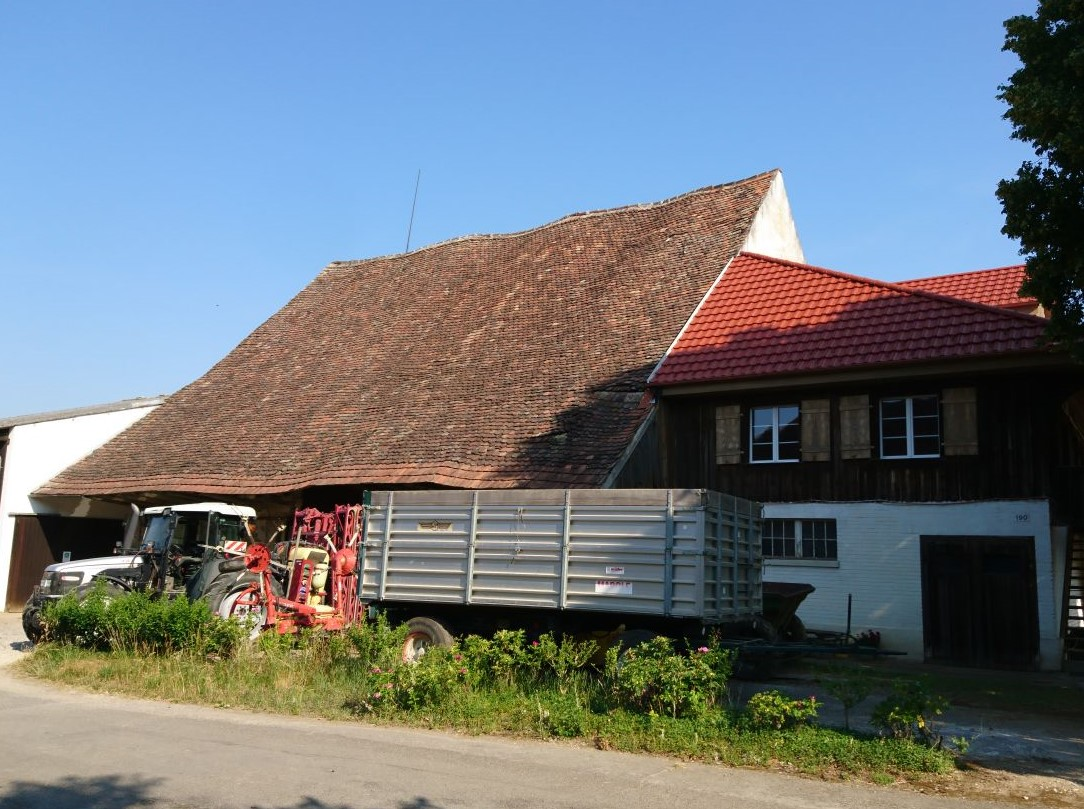
Lindhofscheune Windisch.

Die Lindhofscheune ist eine ehemalige Zehntenscheune und ein Kulturgut von regionaler Bedeutung auf dem Gemeindegebiet von Windisch im Kanton Aargau.

## Baugeschichte und Beschreibung
Die Lindhofscheune ist eine ehemalige Amts und Zehntenscheune des Klosters Königsfelden. Das Ökonomiegebäude wurde 1708 unter Hofmeister Grafenried erstellt und ist ein gemauertes, grossvolumige Bauwerk mit steilem Giebeldach. In der Mitte befindet sich ein rundbogiges Tenntor, das von schlitzartigen Lichtöffnungen flankiert wird. An der Südfassade ist das skulptierte Wappen Berns mit Krone und Palmzweig angebracht, ebenso die gerahmte Wappentafel des Bauherrn und die Jahreszahl 1708.
Der Gesamteindruck des ehemals freistehenden Gebäudes wie auch des Scheuneninneren wurde durch nachträgliche Anbauten und Ausbauten stark verändert.